# Dicarnosis helena
Dicarnosis helena är en stekelart som beskrevs av Hoffer 1952. Dicarnosis helena ingår i släktet Dicarnosis och familjen sköldlussteklar.
Artens utbredningsområde är:
- Österrike.
- Tjeckien.
- Slovakien.
- Frankrike.
- Ungern.
- Italien.
- Rumänien.
- Spanien.
- Sverige.

Arten är reproducerande i Sverige. Inga underarter finns listade i Catalogue of Life.